# Kostel svatého Jana Křtitele (Český Jiřetín)
Kostel svatého Jana Křtitele je dřevěný kostel stojící v dolní části obce Český Jiřetín v okrese Most. Spolu s Děkanským kostelem v Mostě je dalším přesunutým kostelem na Mostecku. Jedná se o jedinou kompletně ze dřeva postavenou sakrální stavbu v Krušných horách. Kostel je chráněn jako kulturní památka České republiky.

## Historie

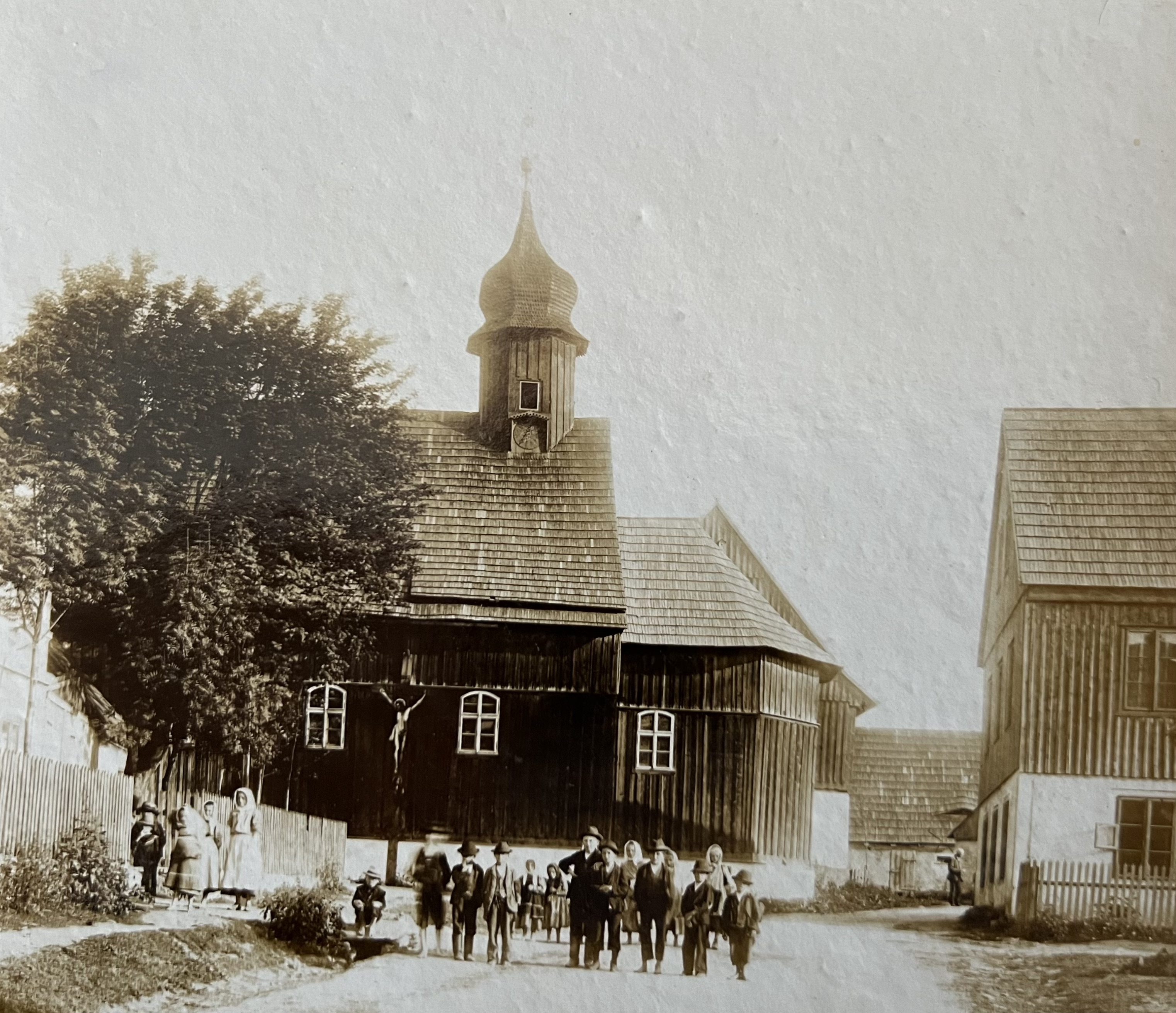
Kostel ve Flájích (kol. r. 1905)

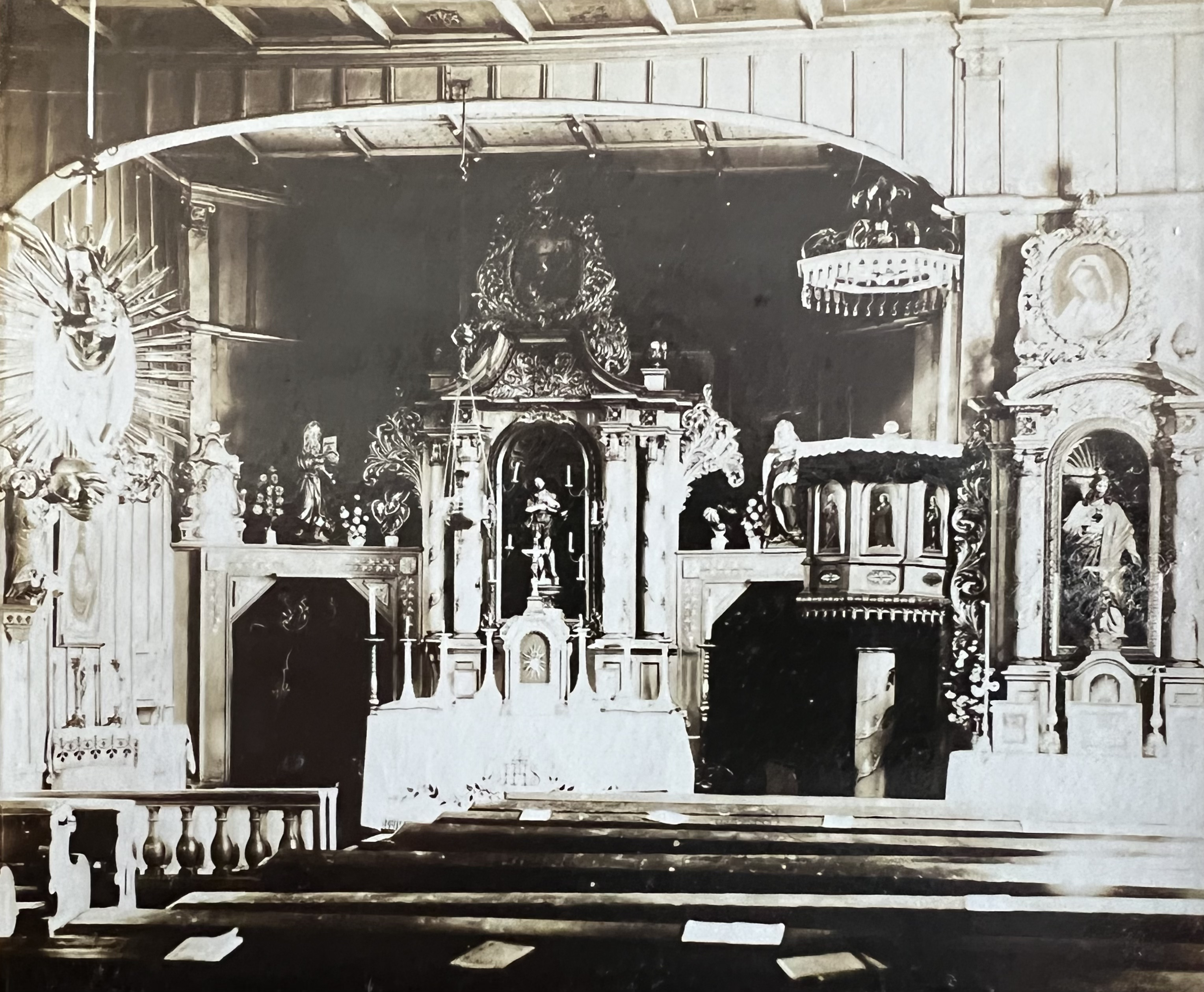
Presbytář kostela (kol. r. 1905)

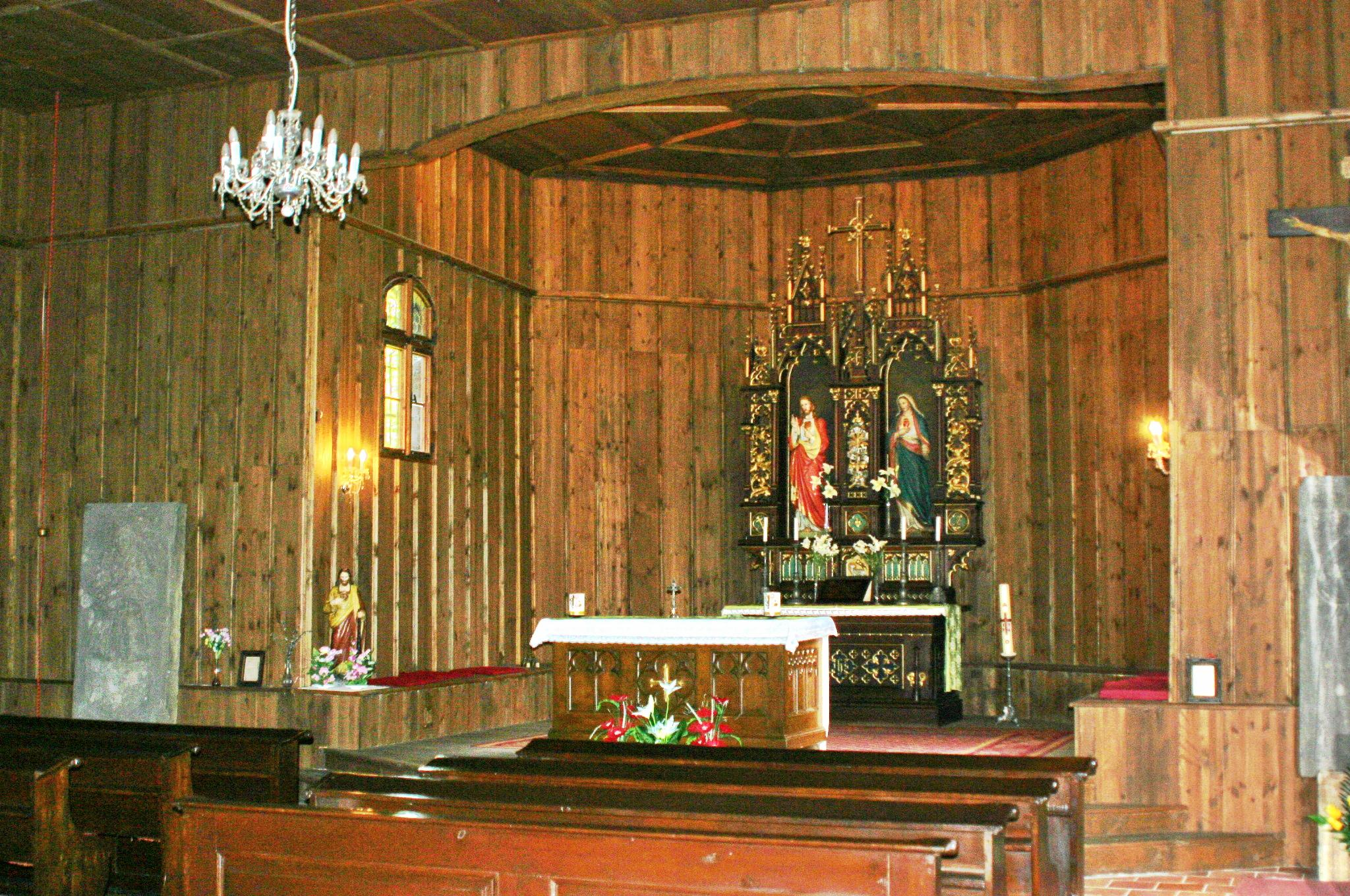
Presbytář v Čes. Jiřetíně (r. 2009)

Dřevěný roubený kostel svatého Jana Křtitele se původně nacházel ve vsi Fláje. Byl postaven ve druhé polovině 17. století (udává se 1667–1670) místo původního evangelického kostelíka. Jedná se o jednolodní stavbu s trojbokým presbytářem a věžičkou na střeše. Vstup do kostela je malou předsíňkou na jižní straně.
V letech 1951–1964 byla postavena Flájská přehrada, kvůli které byla obec Fláje zbořena. Dřevěný kostelík byl jako významná památka lidové architektury zachráněn. Byl rozebrán a v roce 1969 přemístěn do nedalekého Českého Jiřetína. Původní základy jsou dodnes viditelné na břehu přehrady. V roce 1995 bylo dokončeno celkové restaurování kostela.
Ze zařízení kostela je cenná gotická socha Piety z doby po roce 1450 a pozdně gotická Kalvárie (kolem roku 1500). V roce 1999 byl do zvonice kostela instalován zvon, který se původně nacházel v kostele v sousední obci Klíny. V kostele se nacházejí rovněž dva náhrobní kameny. Původ náhrobků byl odhalen v roce 2011 ve spolupráci PhDr. Jiřího Wolfa z Městského muzea v Duchcově a badatele Rudolfa Schneidera z Mohuče. Výsledek bádání ukazuje na širší vztahy panství Duchcov s Horní Lužicí v době raného novověku.
V roce 1995 byla dokončena rekonstrukce interiéru. Ve spolupráci s Oblastním muzeem v Mostě byla v kostele instalována výstava dokumentující historii kostela i život v obcích Fláje a Český Jiřetín.